# Lepidopilidium cyrtostegium
Lepidopilidium cyrtostegium är en bladmossart som beskrevs av Cardot in Grandidier 1915. Lepidopilidium cyrtostegium ingår i släktet Lepidopilidium och familjen Hookeriaceae. Inga underarter finns listade i Catalogue of Life.